# Гай Гельвий Цинна
Гай Ге́львий Ци́нна (лат. Gaius Helvius Cinna; погиб 20 марта 44 года до н. э., Рим, Римская республика) — древнеримский поэт и политический деятель из плебейского рода Гельвиев, народный трибун 44 года до н. э.

## Биография и творчество
На основании одной надписи, обнаруженной в Италии, британский исследователь Т. Уайзмен предположил, что родиной Гельвия вполне могла быть Бриксия (современная Брешия). Кроме того, он указывает, что предпринятое совместно с Гаем Валерием Катуллом путешествие в Вифинию в свите претора Гая Меммия с целью поправить своё материальное состояние следует отнести, скорее всего, к 66/65 году до н. э., чем к 57 году. Позднее Катулл называл Цинну своим приятелем, упоминая, что во время вифинской поездки у него с Цинной в общем пользовании были носильщики.
Возможно, приходился сводным братом республиканцу Гельвию Блазиону, покончившему с собой летом 43 года до н. э., которого Дион Кассий упоминает как давнего приятеля Децима Юния Брута ещё со времён Галльской войны.
Поэтические произведения Цинны сохранились только в отрывках, судя по которым, а также по свидетельствам других древних писателей, можно заключить, что Цинна принадлежал к поэтам так называемой новой школы. Одной из отличительных особенностей её было стремление подражать тому направлению греческой литературы, которое она приняла в период александрийской образованности и которое заключалось в том, чтобы вместо господствовавших прежде национально-исторического и дидактического эпоса и драмы составлять небольшие поэмы на мифологические темы (так называемые эпиллии), эпиграммы и эротические элегии.
Из всех этих видов поэтического творчества Цинне, по-видимому, удались более всего эпиллий «Zmyrna» о трагической судьбе матери Адониса, Смирны, или Мирры, над составлением которого поэт трудился 9 лет, и стихотворный путеводитель («Propempticon») по Греции для Азиния Поллиона. В обоих этих произведениях Цинна обнаружил такую учёность и написал их так витиевато, что менее чем через столетие к ним понадобились комментарии (для «Zmyrna» его составил известный грамматик Луций Крассиций). И в «Zmyrna», и в «Propempticon» Цинна, по-видимому, подражал греческому поэту Парфению Никейскому.
Некоторые учёные, в частности, Людвиг фон Швабе, отождествляли Гельвия Цинну с тем, который, по свидетельству Плутарха, был убит толпой при погребении Цезаря; но это маловероятно.
Собрания отрывков Цинны были изданы у Л. Миллера в издании «Catulli Tibulli Propertii carmina» (Лейпциг, 1870) и у Бэренса в «Fragmenta poetarum Romanorum» (Лейпциг, 1886). О Цинне также писали см. Kiessling, «De Helvio C. poeta» (Берлин, 1877), и Ribbeck, «Geschichte der römischen Dichtung» (I, 1894, стр. 356 и след.).

## Источник
- Малеин А. И. Цинна, Гай Гельвий // Энциклопедический словарь Брокгауза и Ефрона : в 86 т. (82 т. и 4 доп.). — СПб., 1890—1907.
- Гай Гельвий Цинна (англ.). — в Smith's Dictionary of Greek and Roman Biography and Mythology.